# تپه پاچیا (فیروزآباد سراب)
تپه پاچیا (فیروزآباد سراب) مربوط به دوران پیش از تاریخ ایران باستان است و در شهرستان کرمانشاه، بخش ماهیدشت ـ غرب رودخانه واقع شده و این اثر در تاریخ ۱۹ تیر ۱۳۴۸ با شمارهٔ ثبت ۸۵۲ به‌عنوان یکی از آثار ملی ایران به ثبت رسیده است.